# Max Müller
 Der er flere personer med dette navn, se Friedrich Max Müller.
Carl Philip Friedemann Maximilian Müller, kaldet Max (22. oktober 1808 i Fredericia – 28. oktober 1884 på Frederiksberg) var en dansk officer i Treårskrigen og den 2. slesvigske krig.

## Baggrund
Faderen, Christian Vilhelm Carl Müller, var kaptajn ved Fynske Infanteriregiment. Denne døde allerede 1820, og moderen, Helene f. Strickenbach fra Egernførde, flyttede derefter med sine 5 børn, hvoraf Max var det ældste, til Rendsborg. 1822 kom Müller på Landkadetakademiet og blev 1825 efter bestået officerseksamen sekondløjtnant ved det Holstenske Infanteriregiment, hvorved han dog først kom til tjeneste nytårsdag 1827, idet han forinden var førstekorporal ved Kadetkorpset og kongelig page. Regimentet, der 1842 omdøbtes til 15. Bataljon, lå i Rendsborg, og her forblev han både som premierløjtnant (1834) og som karakteriseret kaptajn (1841). Müller var ikke ledig i sin lange løjtnantstid, men dels læste han en del, og dels hærdede han sit legeme ved lange vandringer og alle slags våbenøvelser. Trådte nogen ham for nær eller talte ilde om hans fødeland, forstod han ikke spøg, men gav vedkommende valget mellem pistol, kårde og sabel eller at gøre en undskyldning. Mod sine folk var han alt andet end blid, og ligesom han forlangte meget af sig selv, således stillede han også store krav til sine underordnede, der med stor respekt så op til den henved 3 alen høje, muskel- og senestærke mand med det mørkebrune hår og skæg, de stærkt markerede træk og den ubøjelige vilje.

## Treårskrigen
I 1846 blev Müller kaptajn af 2. klasse og forflyttedes til København som kompagnichef ved 4. Bataljon, hvormed han også rykkede i felten 1848; det varede ikke længe, inden han vandt sig et navn som en af hærens dygtigste officerer, der med udmærkelse førte sit kompagni ved Bov, Slesvig, Nybøl og Dybbøl, i Sundeved under aprildagene 1849 og ved Isted. Her lagde han navnlig føreregenskaber for dagen, idet han, ansat ved Krabbes brigade, under kampen ved Vedelspang i spidsen for 2 kompagnier tilbageerobrede Katbæk Skov, som insurgenterne havde sat sig fast i. Idelig lod han blæse: "Gå på", og det var også navnlig ved hjælp af bajonetten, at han fordrev sin modstander, så at han siden den dag altid beholdt en stor forkærlighed for dette våben og lod de ham underlagte tropper foretage øvelse i bajonetangreb, så længe han stod i tjenesten. Under krigen blev han i 1848 Ridder af Dannebrog.
Efter krigen kom Müller til 1. Forstærkningsbataljon samt flere afdelinger og i 1852 til 13. Bataljon, hvorved han i 1853 blev major, men fik året efter befalingen over 1. Bataljon i Rendsborg, idet han tillige blev oberstløjtnant uden anciennitet (med anciennitet fra 1857). 9 år tilbragte han nu atter her og hærdede sine københavnere, som ikke altid var lette at lede, ved anstrengende øvelser både på eksercerpladsen og i terrænet, så hans bataljon hurtig blev Hærens bedst uddannede afdeling, hvori der herskede en jerndisciplin. Hans navn var derfor allerede i 1850'erne kendt i vide kredse, tilmed da han ved sit studium af taktikken var en af dem, som først havde øje for kompagnikolonnens fortrin, til hvis indførelse han væsentlig bidrog. 1858 blev han Dannebrogsmand.

## 2. Slesvigske Krig
Da hæren i efteråret 1863 mobiliseredes, havde det først været bestemmelsen, at Müller skulle have haft befalingen over 1. Regiment. Ingen ville bedre end han kunne have ført denne afdeling mod fjenden, thi mandskabet nærede en ubetinget tillid og tro til ham og fulgte ham blindt, mens den første misnøje med hans strenghed for længst havde veget pladsen for beundring og kærlighed. I stedet for udnævntes han til oberst og chef for 7. Brigade, bestående af 1. og 11. Regiment. Brigaden kom op til Dannevirke, og 2 af dens bataljoner deltog i kampen ved Selk og Kongshøj 3. februar. Da hæren den 5. gik tilbage fra Dannevirke, kom 3. Division, general P.F. Steinmann, bestående af 7. og 8. Brigade, til at dække tilbagetoget, og disse skiftedes så til at være nærmest fjenden. Ved Sankelmark fik Müller ordre til at indtage stilling med sin brigade for at lade 8. Brigade gå igennem og at standse de forfølgende østrigere. Således opstod Slaget ved Sankelmark, hvori Müller lagde sine bedste soldateregenskaber for dagen. "Det er ikke nok, at jeg afventer fjenden, jeg må selv angribe ham", havde han udtalt ved modtagelsen af befalingen om at indtage en stilling, og han førte både 1. Regiment, der stod forrest, og derefter 11. Regiment frem imod fjenden, så det kom til virkelig håndgemæng. Danmark mistede i alt 17 officerer, 28 underofficerer og 783 mand, heraf 568 tilfangetagne. Østrigernes tab udgjorde 30 officerer og 403 mand.
Senere kæmpede brigaden, som fulgte med general Cai Hegermann-Lindencrones division nord på, ved Vejle, men derefter kom den ikke mere i kamp. Under våbenhvilen efter nederlaget ved Dybbøl blev Müller chef for en nydannet brigade, landgangsbrigaden, som blev stationeret på Fyn.
Efter krigen, under hvilken han hædredes (1864) med Kommandørkorset af 1. grad Dannebrog, vedblev Müller at være brigadechef (2. Infanteribrigade), mens han blev medlem af Forsvarskommissionen af 1866. Her opnåede han dog ikke nogen indflydelse, da han langt bedre forstod at kommandere end at forhandle. Ved gennemførelsen af Hærloven af 1867 udnævntes han til general og chef for 1. Sjællandske Brigade, og atter i denne stilling søgte han med jernhånd og uden nogen sinde at skåne sig selv at udvikle sine troppers kampdygtighed. I 1870 var han chef for Lejrdivisionen ved Hald og blev i 1875 hædret med med Storkorset af Dannebrog, mens han i 1879 på grund af alder afskedigedes af krigstjenesten. Müller blev anset for at være uforlignelig til at anføre en bataljon eller en brigade og ville sikkert også have gjort fortrinlig fyldest under større forhold, da han
i afgørende øjeblikke forstod at optræde med stor ro og handle hurtig og forstandig. At han dog kendte sin begrænsning, turde fremgå af, hvad han skrev i Tidsskrift for Krigsvæsen 1865: "Naar man betegner os Stedet, hvor, og Tiden, da vi skulde slaa til, saa maa vi gøre det paa en saadan Maade, at vi knuser Alt, hvad der er imod os".
Efter et langvarigt sygeleje døde han 28. oktober 1884 på Frederiksberg og blev begravet på Frederiksberg Ældre Kirkegård. Sin hustru, Emilie f. Thorsen, datter af købmand Gottborg Thorsen i Flensborg, havde han ægtet 11. september 1852.
Max Müller er gengivet på et maleri fra Sankelmark af Otto Bache 1887 (Frederiksborgmuseet), reproduceret i træsnit af H.P. Hansen, og af Niels Simonsen 1864. Der findes desuden et litografi samt træsnit 1868 og 1879. Portrætteret på stengraveringen Fædrelandsslykke 1886.